# Bibiana Beglau
Bibiana Beglau (Braunschweig, 16 de julho de 1971) é uma atriz alemã. Ela ficou conhecida por seu papel no filme A Lenda de Rita de Volker Schlöndorff, pelo qual foi premiada com o Urso de Prata de melhor atriz no Festival de Cinema de Berlim em 2000.